# João Carlos Saldanha de Oliveira e Daun
João Carlos Saldanha de Oliveira e Daun (ur. 17 listopada 1790, zm. 21 listopada 1876 w Londynie) – portugalski marszałek i polityk, czterokrotny premier (1835, 1846-1849, 1851-1856 i 1870).

## Życiorys
Był umiarkowanym liberałem, przeciwnikiem rządów Miguela I i absolutystów, 1828-1833 przebywał na emigracji. Po powrocie, 1833-1834 był jednym z dowódców sił liberałów w wojnie domowej, a 1835 premierem. W 1837 przewodził nieudanemu buntowi wojskowemu przeciw rządowi radykałów, po czym ponownie udał się na emigrację. W latach 1846–1849 ponownie zajmował stanowisko premiera, 1847 otrzymał tytuł książęcy, na czele rządu sprawował rządy silnej ręki 1846-1847 z pomocą brytyjską stłumił rebelię radykałów, 1851-1856 i w 1870 ponownie kierował rządem, obejmując władzę w wyniku przewrotów wojskowych. W 1852 w ramach nowelizacji karty konstytucyjnej wprowadził bezpośrednie wybory do niższej izby Kortezów. W latach 60. i 70. XIX kilkakrotnie był ambasadorem.